# Sejemib
Sejemib Perenmaat - (Peribsen) fue un faraón de la dinastía II de Egipto. Gobernó ca. 2754-2744 a. C.
Es posible que Sejemib sea el mismo que el rey conocido por el nombre de Horus Peribsen.
Fue un mandatario que por razones desconocidas, quizá religiosas, cambió su nombre de Horus al gobernar según la opinión de E. Drioton, J. Vandier y W. Káiser.
Tomó el trono bajo el nombre de Horus-Sejemib, pero lo cambió posteriormente por el de Seth-Peribsen; tal vez por una revuelta del norte contra el sur de Egipto. 
Se piensa que abandonó Menfis (Seth representaba el Alto Egipto y Horus era protector del Bajo Egipto) y vuelve a enterrarse en Abidos, al sur, regresando a una tradición que rompieron sus predecesores. Posiblemente en esta época el poder estaba dividido y gobernaron reyes coetáneos, separándose el Alto y el Bajo Egipto.

## Testimonios de su época
El lugar de su sepultura es la tumba P en la necrópolis de Umm el-Qaab, en Abidos. 
No se ha encontrado ninguna tumba, o cenotafio, de este gobernante en la necrópolis de Saqqara.

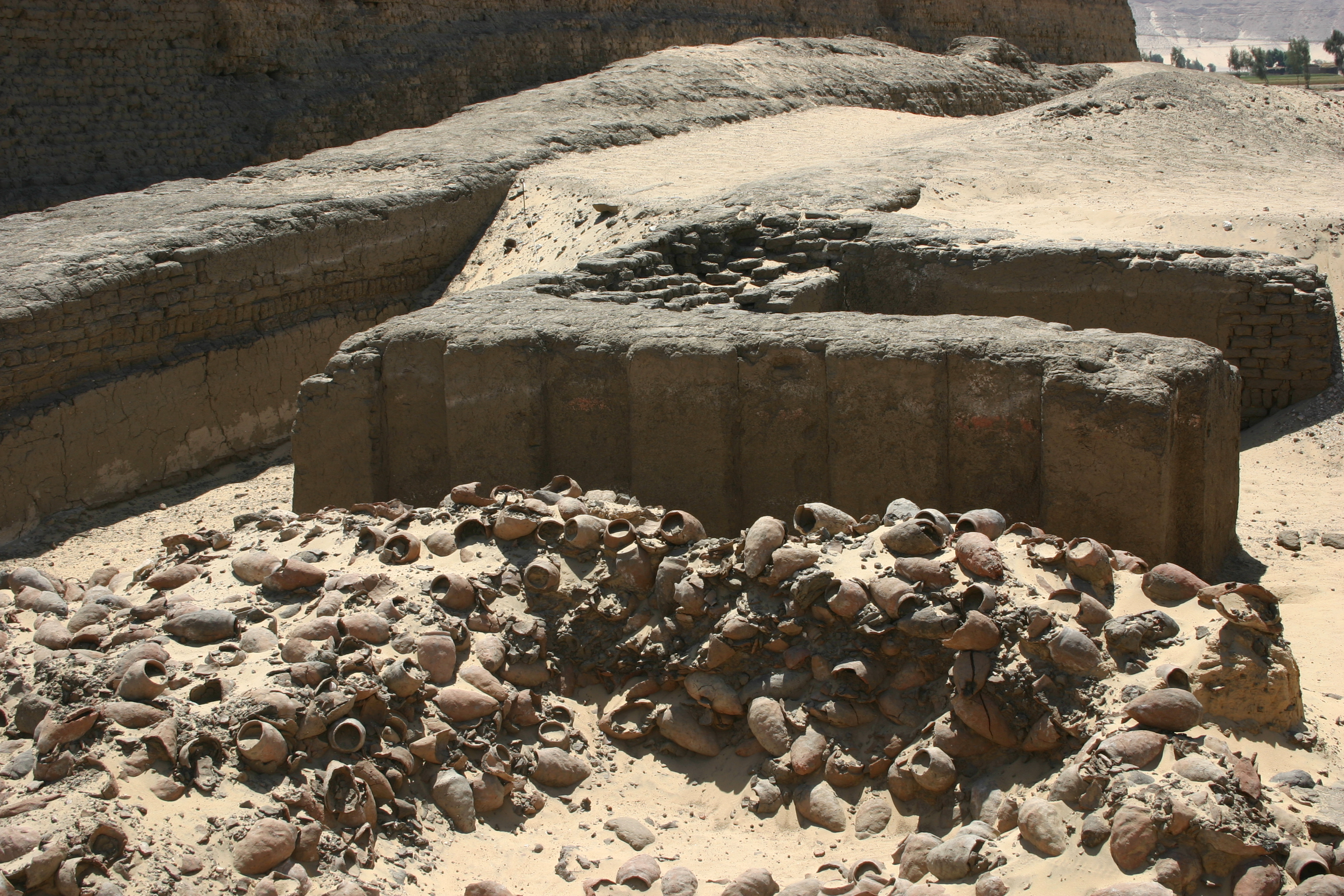
La tumba P en la necrópolis de Umm el-Qaab, Abidos.

Su nombre, Sejemib, se ha encontrado en:
Una impresión de sello en Elefantina (Pätznick)
Varias impresiones de sello en la fortaleza y tumba real de Umm el-Qaab, Abidos (Petrie, Naville)
Ocho fragmentos de recipientes de piedra del complejo de la pirámide escalonada de Saqqara (Lacau-Lauer, Quibell)
Dreyer encontró una impresión de sello, fragmentaria, con nombre de Horus: Sejem(ib)-Peryen(-Maat) en la tumba de Jasejemuy, en Umm el-Qaab. Esto refuerza la hipótesis de que Jasejemuy sucedió a Sejemib al final de la II dinastía  (Dreyer: MDAIK, 2003).

## Titulatura
| Titulatura | Jeroglífico | Transliteración (transcripción) - traducción - (referencias) |

| E20 |

| E20 |

| pr · ib | s | n |

| pr · ib | s | n |

| pr · ib | s | n |

| pr · ib | s | n |

| E20 |

| E20 |

| pr · ib | s | n |

| pr · ib | s | n |

| pr · ib | s | n |

| pr · ib | s | n |

| G5 |

| G5 |

| s | S42 | F34 |

| s | S42 | F34 |

| s | S42 | F34 |

| s | S42 | F34 |

| G5 |

| G5 |

| s | S42 | F34 |

| s | S42 | F34 |

| s | S42 | F34 |

| s | S42 | F34 |

| G16 |

| G16 |

| s | S42 | F34 | pr · n | mA | Aa11 · t |

| s | S42 | F34 | pr · n | mA | Aa11 · t |

| G16 |

| G16 |

| s | S42 | F34 | pr · n | mA | Aa11 · t |

| s | S42 | F34 | pr · n | mA | Aa11 · t |

| s | S42 | F34 | pr · n | mA | Aa11 · t |

| s | S42 | F34 | pr · n | mA | Aa11 · t |

| s | S42 | F34 | pr · n | mA | Aa11 · t |

| s | S42 | F34 | pr · n | mA | Aa11 · t |

| s | S42 | F34 | pr · n | mA | Aa11 · t |

| s | S42 | F34 | pr · n | mA | Aa11 · t |

| s | S42 | F34 | pr · n | mA | Aa11 · t |

| s | S42 | F34 | pr · n | mA | Aa11 · t |

| s | S42 | F34 | pr · n | mA | Aa11 · t |

| s | S42 | F34 | pr · n | mA | Aa11 · t |

| s | S42 | F34 | pr · n | mA | Aa11 · t |

| s | S42 | F34 | pr · n | mA | Aa11 · t |

| s | S42 | F34 | pr · n | mA | Aa11 · t |

| s | S42 | F34 | pr · n | mA | Aa11 · t |

| s | S42 | F34 | pr · n | mA | Aa11 · t |

| s | S42 | F34 | pr · n | mA | Aa11 · t |

## Otras hipótesis
Otros eruditos opinan así:
- Sejemib-Perenmaat y Peribsen eran dos reyes diferentes.
- Pätznick, J. Kahl, W. Helck y N. Grimal indican que Sejemib era el sucesor de Peribsen.
- Identifican a Sejemib con Sened (D. Wildung, W. Barta)
- Peribsen pudo haber sido usurpador.
- Bajo su reinado sucedió una revolución religiosa.